# 코엔지햑케이
코엔지햑케이(高円寺百景, こうえんじひゃっけい)는 요시다 타츠야가 결성한 일본의 프로그레시브 록 밴드이다.

## 개요
마그마 커버밴드였던 메카닉 코만도(メカニック・コマンドー)로 시작했다. 점차 신곡도 연주하고 일본적인 색채가 드러나면서 독자적인 밴드가 되었다. 밴드 결성시 멤버가 한명빼고 전원이 코엔지 근처에 거주중이어서 밴드명을 코엔지햑케이로 정했다.
독자언어를 만들어서 노래하고 리듬파트가 강하며 여성코러스가 들어가는 재즈록이라는 점에서 마그마의 영향을 강력하게 받았지만 챔버록, 일본 즉흥연주 등이 녹아들어가 마그마와는 다른 개성을 뚜렷하게 가지고 있다.

## 음반 목록
- 1994 高円寺百景
  - 2008 高円寺百景 / 高円寺百景 - REMIX (2008年　第3期)
- 1997 弌
- 2001 NIVRAYM
  - 2002 LIVE AT STAR PINE'S CAFE
  - 2009 高円寺百景 / NIVRAYM - REMIX
- 2005 ANGHERR SHISSPA
  - 2005 LIVE AT DOORS
  - 070531 (2008年　第13期-2)
  - LIVE AT KOENJI HIGH (2010年　第15期)

코엔지햑케이 멤버들의 솔로앨범
- (Bazooka Joe / 하라다 진) Porno and Candy(1995) / 高円寺百景멤버들 참여
- (東京ナミイ) Gandharva Veda (2004)

## 같이 보기
- 루인즈
- 본디지 프룻
- 포챠카이테 마르코
- 마리아 칸논
- KENSO